# Mariënkroon
Mariënkroon is een voormalig cisterciënzerabdij en -klooster in Nieuwkuijk, in de Nederlandse gemeente Heusden.
De oorspronkelijke kloosterabdij lag wat dichterbij Heusden en werd in 1338 gesticht vanuit de zich in Kamp-Lintfort bevindende Abdij van Kamp, die op zijn beurt weer onder Morimond viel. In 1579 kwam aan de abdij een einde ten gevolge van de Tachtigjarige Oorlog.
In 1903 werd het Kasteel Onsenoort verkocht aan de Cisterciënzers en zo werd het een Cisterciënzerklooster. Deze werd klooster Onze Lieve Vrouw van Onsenoort genoemd. Op het terrein bouwden ze onder andere de Kapel Mariënkroon. Gaandeweg werd het een kloosterabdij.  
In 1936 werd het officieel een abdij en werd de naam veranderd naar Mariënkroon, vernoemd naar de eerdere abdij. Het jaar ervoor werd het kasteel gesloopt voor de bouw van de abdij. De abdij bloeide tot halverwege de twintigste eeuw. Daarna zette langzaam het verval in.  
Sinds 2002 is de abdij in verschillende fases onderdeel geworden van de Focolarebeweging. In 2014 nam deze beweging via de Stichting Mariapoli Mariënkroon de laatste gebouwen over. In 2016 hield de abdij officieel op te bestaan toen de laatste abt overleed. 
Mariënkroon dient niet verward te worden met de in de nabijheid gelegen cisterciënzer priorij Mariëndonk, die een stichting was vanuit het Mariënkroon.